# Öresund

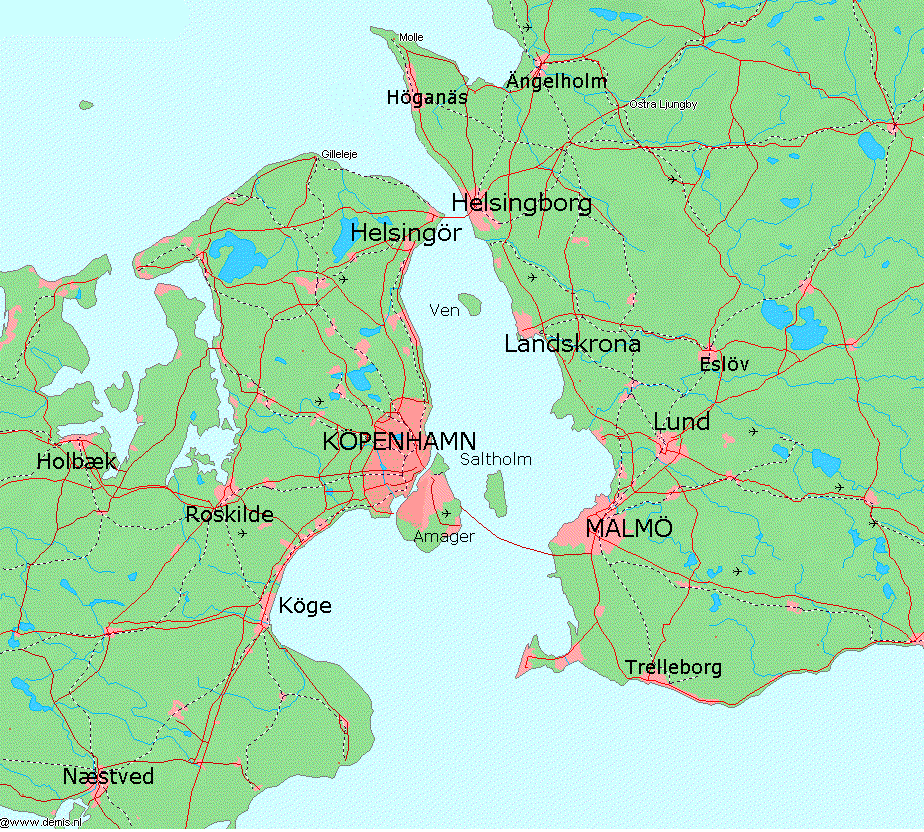
Karta över Öresund.

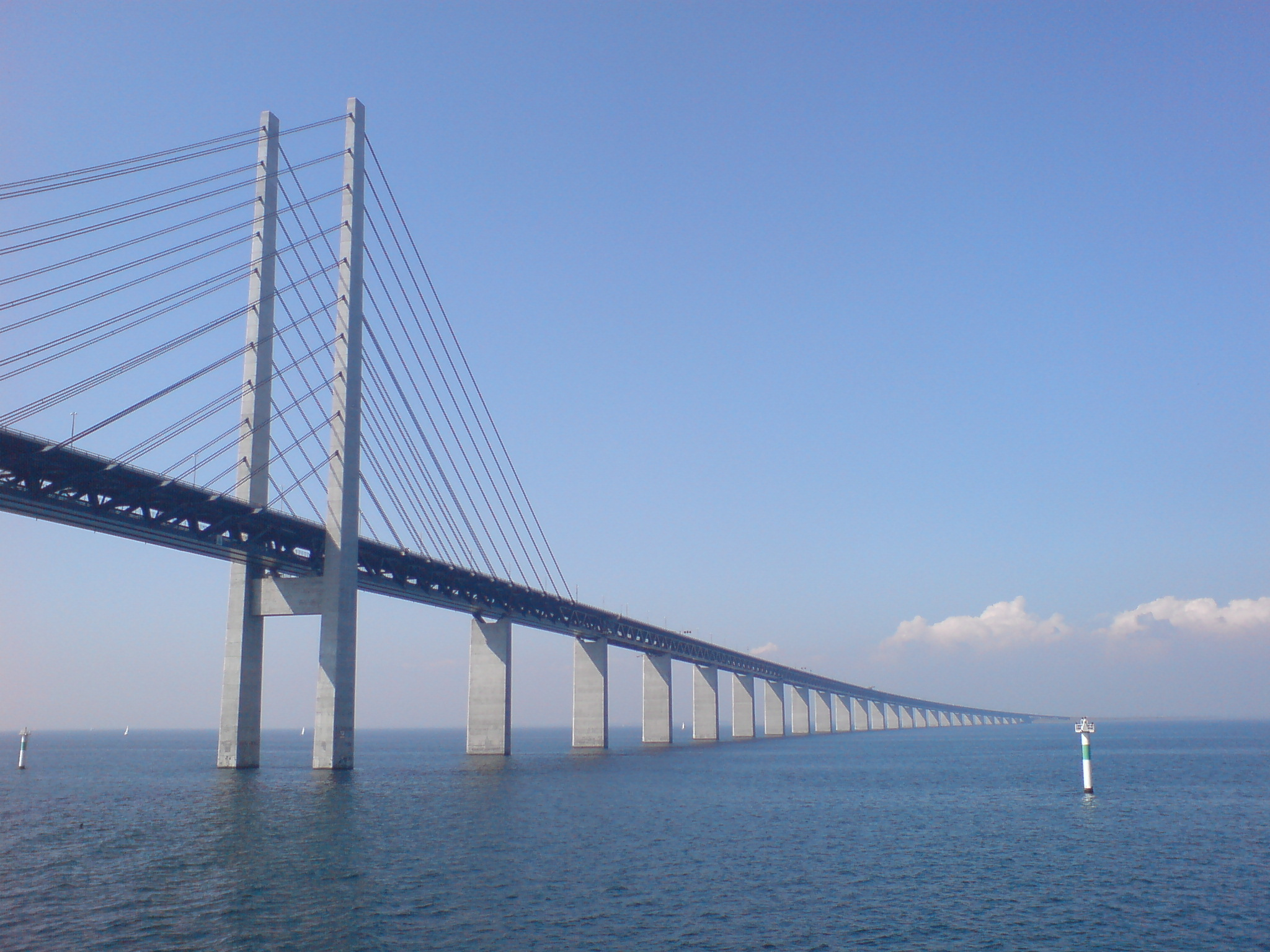
Öresundsbron är ett tydligt kännetecken för Öresund.

För andra betydelser, se Öresund (olika betydelser).
Öresund är sundet mellan Skåne och Själland och här löper en del av riksgränsen mellan Sverige och Danmark. Eftersom Öresund erbjuder den kortaste vägen mellan Östersjön och Nordsjön/Atlanten för de flesta fartyg är det ett av världens mest trafikerade sund. Sedan 1 juli 2000 korsas Öresund i söder av Öresundsförbindelsen mellan Köpenhamn och Malmö. Öresundsförbindelsen utgörs av både en järnväg och en motorväg.

## Geografi
Det som geografiskt räknas som Öresund är den vattenmassa, som ligger mellan den skånska och själländska kusten, med den nordliga avgränsningen av en rak linje mellan Kullens fyr och Gilleleje vid Gilbjerg hoved och den sydliga mellan Falsterbo och fyren vid Stevns klint. Sundet är 118 kilometer långt och som smalast 3,5 kilometer – cirka två distansminuter (2 M) – mellan Helsingborg och Helsingör och som vidast 28 km (15 M). Bottendjupet varierar mellan cirka 58 meter vid Ven (Landskronadjupet) och (vid större avstånd till närmaste kust > 1 M) cirka 7–8 meter mellan Limhamn och Saltholm. En del av sundets djuphavsränna, Drogdenrännan, är cirka 8,5–9 meter vid Drogden/Limhamn-tröskeln.
Fartyg med större djupgående än nio meter kan inte komma längre än till hamnarna i Köpenhamn eller Malmö. Verkligt djupgående fartyg, som exempelvis fullastade supertankers, är hänvisade till Stora Bält för passage in i eller ut ur Östersjön.
Denna tröskel är det största hindret för det salthaltiga djuphavsvattnet, att ta sig in till Östersjön. Ytvattenströmmen i sundet är varierande, men enbart mellan sydgående, stillastående eller nordgående ström — väst- eller östgående ström förekommer aldrig annat än mycket lokalt eller kortvarigt vid stormar. Vanligast är dock norrgående ström, så att bräckt vatten från Östersjön strömmar ut mot Kattegatt genom Öresunds ytvatten. Ytsalthalten skiftar ofta mycket hastigt, från timme till timme eller från plats till plats. Den genomsnittliga salthalten vid ytan varierar från 10–12 psu (viktpromille) i södra Öresund till drygt 20 psu norr om Helsingborg. Vid mycket speciella förhållanden, vissa stormar sker dock så kallade saltvatteninbrott i Östersjön. Vind, lufttryck och strömförhållanden måste var optimala, och då kan Öresund - och även Bälten - öppna sig för saltvattenströmmar från ytan till botten och med ett högt flöde - stark sydgående ström på alla djup. Detta sker i genomsnitt inte oftare än vart 6:e till 7:e år. Det syrerika saltvatten, som då tränger in, kan rädda torskens djupa lekplatser i stora delar av södra Östersjön under flera år.
Öresunds vattenfärg, som syns i kölvatten eller mot grund sandbotten, är blå eller blå-grön. Bottensikten är förhållandevis god på 20-30 meters djup. Så är fallet även på de flesta ställen med över 30 meters djup.
Där Öresund är djupare än 10–15 meter är bottensaliniteten konstant hög, kring 30 psu. Antalet förekommande maritima djurarter är därför förhållandevis högt, omkring 550 arter - jämfört med 52 vid Gotland. Många arter har sin fortplantningsgräns just i Öresund. Till exempel hummer, röd brännmanet (de senare kan dock driva in i sydvästra Östersjön) och vissa plattfiskar. Trålfiske har länge varit förbjudet i hela Öresund, vilket gör att det finns gott om riktigt stora exemplar av många fiskarter, och till exempel torsk på över 30 kg har förekommit.
Före 1960-talet smutsade de tätbebyggda kusterna ned havet, som dock "renades" något med de nord- eller syd-gående strömförhållandena. Det var både industriellt (legalt) utsläpp och avloppsvatten. Sedan omkring 1970 blev alla svenska utsläpp renade (fysikalisk, kemiskt och biologiskt). Motsvarande rening på danska sidan blev klar tio år senare och i dag är sundet generellt sett tämligen rent. Då de lokala utflödena är små har Öresund ännu förskonats från den övergödning, som orsakar den farliga blomningen av blågröna alger. En form av rödaktig algblomning har dock uppträtt lokalt, liksom att nordgående (yt-)strömmar kan medföra sämre vattenkvalitet. Ihållande sydgående (yt-)strömning medför klarare och saltare, men sommartid något kallare vatten. Likväl är Kattegatts ytvatten vanligtvis väl så varmt som Östersjöns under badsäsongen. Men när Östersjövatten långsamt strömmar norrut värms det upp i södra Öresunds mycket grunda områden under soliga dagar, då solen står högt (maj-augusti).
Strax norr om Råå, på 30 meters djup, finns det marina naturreservatet Knähaken, vilket kan liknas vid ett korallrev med stor rikedom av arter. Hela området runt Falsterbonäset, med en yta på 40 000 kvadratmeter, är även det ett marint naturreservat.
Förledet ”ör” i ”Öresund” syftar troligtvis på större eller mindre utskjutande uddar. Följande ”ör”, samtliga uddar, utmed Öresund är angivna på äldre kartor: Skanör (medeltid), Blackör inne i Höllviken (1809), Eskilstorpaör (1761), Stenören vid Öresundsbron (1700-tal), Skärören söder om Barsebäck (1761), Tyfhamnsören söder om Landskrona (1761), Landora vid Landskrona (medeltid), Flunderören vid Glumslöv (1761), Glumsleören vid Glumslöv (1761), Långören vid Höganäs (1761) och Helsingör (medeltid) samt Dragör (medeltid).
- Vikar och bukter: Lundåkrabukten (söder om Landskrona), Lommabukten (väster om Lomma), Höllviken (vid Falsterbohalvön), Köge bukt (söder om Köpenhamn), Nivåbukten (mycket svag bukt mellan Köpenhamn och Helsingör), Kalveboderne (vid södra inloppet till Köpenhamns hamn), Svanemöllebukten (mellan Nordhavn i Köpenhamn och Tuborg Havn i Hellerup)
- Naturliga öar: Ven (danska Hven), Saltholm.
- Naturliga öar som byggts ut: Amager, Gråen (sv uttal "Grån", utanför Landskronas hamn).
- Konstgjorda öar: Pepparholm, Middelgrundsfortet, Flakfortet.
- Halvöar: Falsterbohalvön, södra Landskrona, Helsingör, Avedøre (norra Köge bukt).
- Övrigt skrymmande fast föremål: Öresundsbron Lernacken - Pepparholm.
- Kobbar och skär: frånsett några få sandbankar över ytan intill Saltholm och en fyr-ö utanför Malmö hamn och Landskrona hamn samt fyren utanför Höganäs är Öresund öppet hav. Farleder finns bara intill industrihamnar.
- Tillflöden: Eftersom Själland är en förhållandevis liten ö saknas större vattendrag, Køge å samt Nivå) är de enda danska tillflöde av någon betydelse. Även på skånska sidan är tillflödet ringa (Skånes största åar, Helge å och Rönneå mynnar i Östersjön resp Skälderviken). Den tredje största, Kävlingeån, ger ett visst tillflöde, medan Råån (Råå-ån), Saxån, Höje å och Sege å alla är små.
- Insegling: Inseglingen norrifrån markeras av två viktiga fyrar, dels Kullens fyr på Kullen på den svenska sidan, dels Nakkehoved fyr 2 kilometer öster om Gilleleje, på den danska sidan.

## Historik

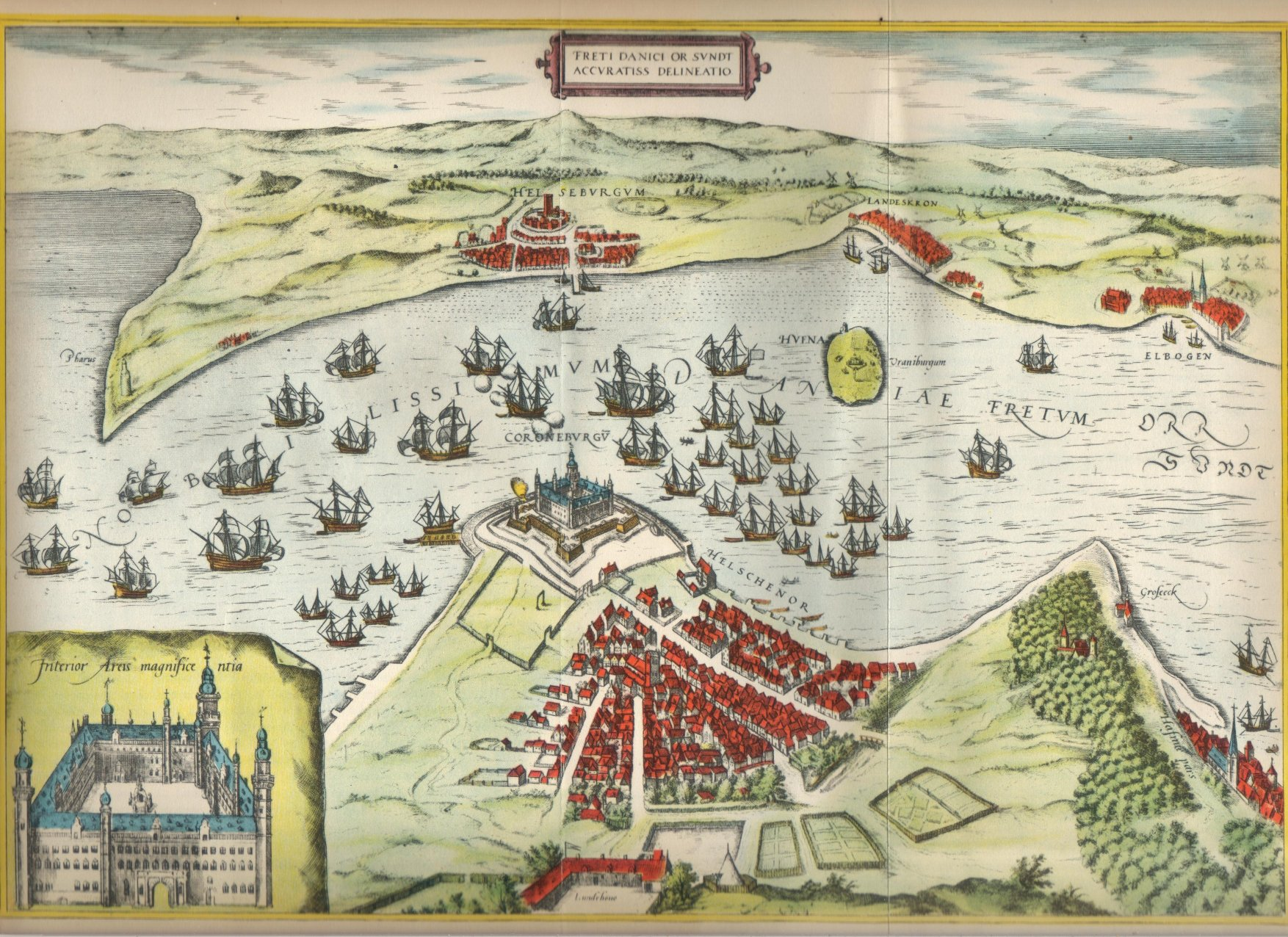
Öresund med Kronborg i förgrunden i uppslagsverket Civitates Orbis Terrarum från 1588

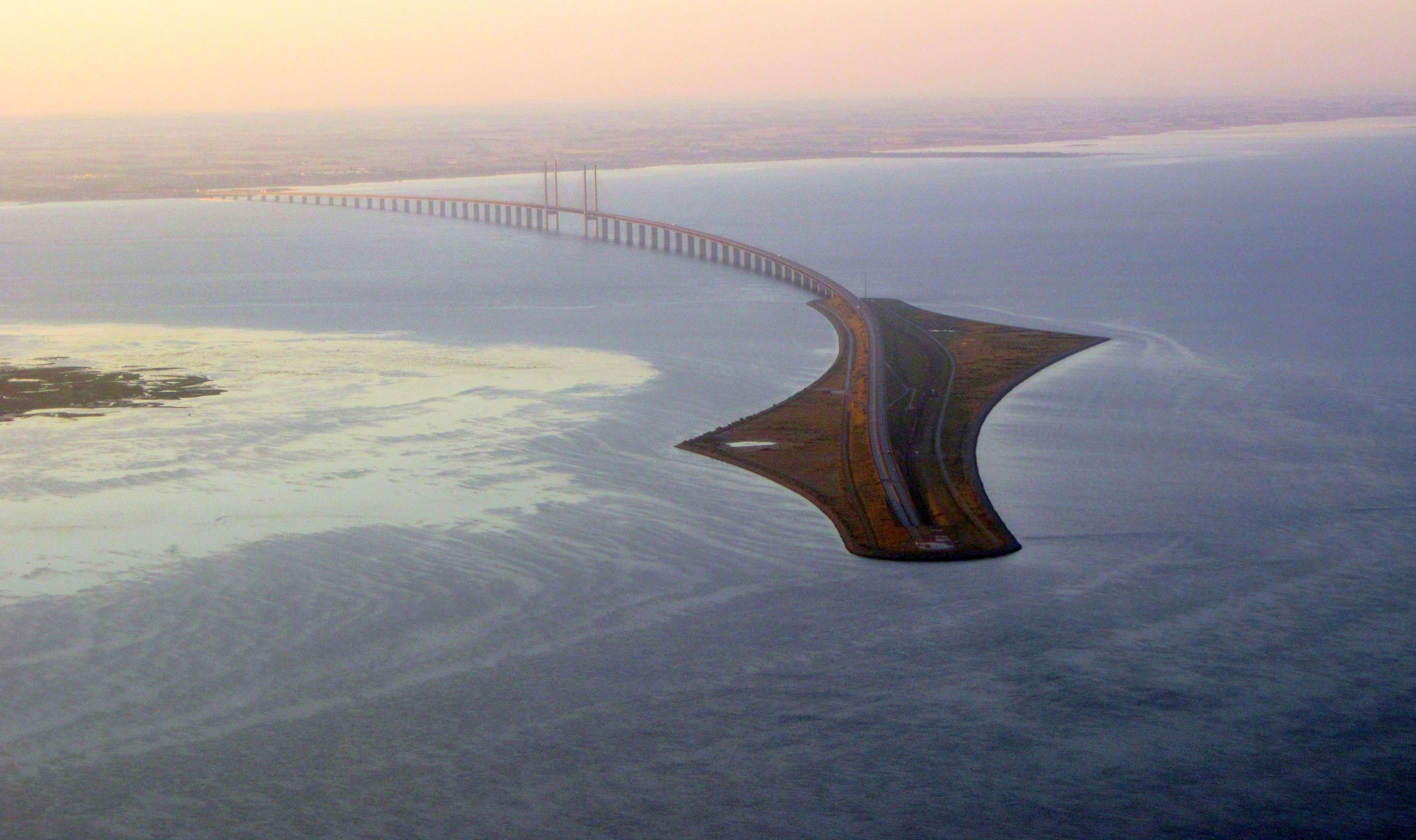
Pepparholm, den konstgjorda ö som byggdes i samband med Öresundsförbindelsen, från ön fortsätter en tunnel ned genom ön, under Öresund. I bakgrunden syns Öresundsbron.

Öresunds smalaste del var en naturlig överfart mellan Skåne och Själland, vilket också gjorde överfarten populär för vikingar att där sjöröva resenärer genom sundet. Därför anlades vid denna tid, troligen på andra halvan av 900-talet, en borg på den skånska sidan för att skydda trafiken. Runt borgen började så småningom staden Helsingborg växa upp.
Unionskungen Erik anlade borgen Krogen – sedermera Kronborg – på västra sidan varifrån den så kallade sunds- eller Öresundstullen upptogs på trafiken genom sundet 1429–1857. Kontrollen av Öresund var en viktig beståndsdel i det gamla danska kungariket. Indirekt betydde det även kontrollen över den nordiska maktbalansen, genom att alla svenska fartyg som seglade igenom Öresund fick betala tull. Samtidigt hade man stora och viktiga befästningar i Köpenhamn, Helsingör, Helsingborg och Malmö. I takt med att det danska kungariket centraliserades till Köpenhamn kom staden att ha ett centralt om än utsatt läge i det danska kungariket.
År 1658 står som ett märkesår i Öresunds historia. De östdanska landskapen avträddes till Sverige. Helt plötsligt befann sig den danska huvudstaden inom skotthåll för fienden. Trots passtvång, tullar, krigssituationer med mera så upphörde inte trafiken och kontakterna över sundet. Människor fortsatte att resa över till "andra sidan", vilket framgår av Knud Fabricius bok Skaanes overgang fra Danmark til Sverige (två band, 1906) och två doktorsavhandlingar från Lunds universitet av Bodil Persson respektive Solveig Fagerlund. På den svenska sidan smed man planer om stora befästningsverk och Landskrona pekades ut som en tänkbar befästningsstad i likhet med Karlskrona. Många av dessa planer stannade dock på papperet. När skåningar förbjöds att läsa vid Köpenhamns universitet inrättades Lunds universitet 1668. Trots flera omfattande landstigningar och återtagningsförsök i Skåne från danskt håll, misslyckades man och Skåne förblev svenskt.
1800-talet betydde ett uppsving för trafiken mellan de två sundskusterna. Ångfärjelinjer startade mellan Malmö och Köpenhamn och Helsingborg - Helsingör, och nyanlagda järnvägsförbindelser stärkte denna trafik. Samtidigt försvann de flesta handelshindren för handel mellan Sverige och Danmark, men fortfarande arbetade industrierna som uppstod i städerna runtom sundet främst efter den nationella hemmamarknaden. I och med avskaffandet av Öresundstullen genom Öresundstraktaten 1857 gavs fri passage för alla vänligt sinnade fartyg genom sundet och Bälten.
Världskrigen gjorde att Öresund blev en befäst vallgrav. Speciellt under Andra världskriget låg trafiken nere och med tyska styrkor mindre än en mil från Sverige (undantaget riksgränsen mot Norge) genomfördes omfattande förstärkningsarbeten, inte minst den så kallade Per-Albinlinjen förändrade Skånes kustlandskap dramatiskt med bunkrar längs varje kilometer kust.[källa behövs] Den omfattande smuggeltrafiken över sundet spelade en stor roll för den danska motståndsrörelsens insatser och många flyktingar räddades den här vägen till säkerhet.[källa behövs]
Efterkrigstiden betydde en inledande boom för näringslivet i regionen och för förbindelserna över sundet. Bilfärjetrafiken blev nu mest omfattande samtidigt som den Nordiska passunionen underlättade resande till Köpenhamn. Tullarna på framförallt den svenska sidan fick jobba hårt för att stävja smuggling av varor som alkohol och cigaretter, då införselmängderna till Sverige var begränsade samtidigt som prisnivån länge var mycket lägre i Danmark än i Sverige. Vissa beslut som tas i grannlandet blev impopulära, ett känt exempel är Barsebäcks kärnkraftverk som laddades under starka protester från danskt håll.[källa behövs]
År 1973 gick Danmark med i EU (dåvarande EG); år 1995 gjorde Sverige samma sak. Öresundsbron började byggas och färdigställdes 2000. Öresundsbron invigdes 1 juli 2000 av den svenska kungen och den danska drottningen. Trafiken mellan Malmö och Köpenhamn ökade starkt och förhoppningar finns om en alltmer integrerad arbetsmarknad mellan de bägge städerna. Pendlingsstatistik och inflyttningssiffror i Malmö visade att många av stadens nya invånare består av danskar som har blivit en av de största invandrargrupperna i staden, samtidigt som många pendlar till Köpenhamns arbetsmarknad, då lönerna är högre på dansk sida medan priserna är lägre på svensk sida. Ett skatteavtal antogs 2003 vilket underlättade detta utbyte.

### Tonfiskperioderna
Det är välkänt att Öresund under århundraden periodvis "invaderades" av tonfisk, detta skedde i perioder om 25-30 år, och varje period höll på under 5-7 års tid. Däremellan saknades tonfisken helt och hållet. Men då senaste tonfiskperioden var på 1950-talet tycktes detta fenomen ha upphört. Men från 2018 eller 2019 har den blåfenade tonfisken plötsligt återkommit. Det skulle kunna tyda på att den förväntade, men uteblivna, tonfiskperioden under 1980-talet, var en engångshändelse. Det kan naturligtvis även bero på längre avstånd mellan varje tonfiskperiod eller helt enkelt att de gamla påståendena inte rapporterats eller bevarats vetenskapligt korrekt.

## Miljö
Öresund är en av världens mest tättrafikerade farleder. Nästan all trafik som skall in till Östersjön väljer denna väg,[källa behövs] samtidigt som en stor mängd fartyg skall korsa sundet i öst-västlig riktning. Särskilt vid sundets smalaste del, mellan Helsingborg - Helsingör, råder ofta svåra trafiksituationer då fartygen i nord-sydlig riktning måste korsa HH-ledens färjor. Denna fartygstrafik orsakar stora utsläpp i farvattnet.[källa behövs]
Utöver detta ligger stora delar av danska huvudstadsområdet med Köpenhamn vid sundet och flera av Sveriges större städer. Många industrier och avloppsledningar har igenom åren följaktligen lokaliserats dit och orsakat miljöförstöring. Numera är inte utsläppen fullt lika stora på grund av större avloppsrening och utsläppskrav. Öresundsbrons påverkan på miljösituationen i Öresund bedöms som marginell.[källa behövs]

## Färjetrafikens historik

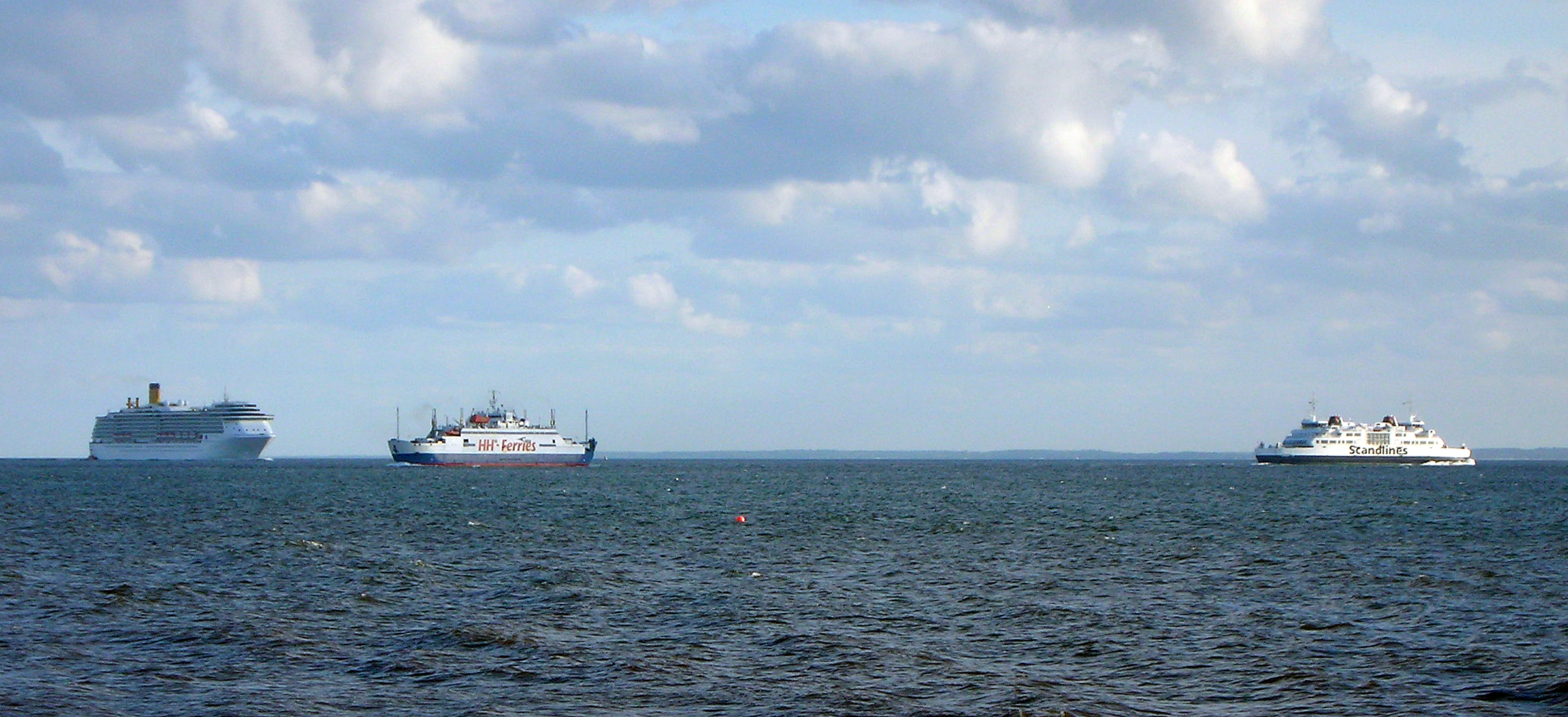
Färjetrafik på Öresund sedd från Helsingborg

Trafiken över sundet mellan Helsingborg och Helsingör sköttes av färjemansskrået. Medlemmarna i skrået ägde själva sina båtar. Oftast rodde de över sundet men om vädret tillät kunde man även segla.
1840 bildades Dampskibs-Selskabet i Helsingör och 1842 inleddes trafik med hjulångaren Hamlet på linjen Köpenhamn-Helsingör-Helsingborg-Köpenhamn. Senare tillkom fartygen Ophelia och Horatio. 1855 fick bolaget konkurrens av Helsingborgs Ångfartygsbolag som hade ångfartyget Helsingborg och körde rutten Helsingborg-Helsingör-Vedbæk-Bellevue-Köpenhamn-Malmö. Mellan de två bolagen inleddes ett priskrig. Priserna sjönk snabbt men 1865 slogs bolagen samman. 1874 togs trafiken över av danska DFDS, Det Forenede Dampskibs-Selskab.
Den 10 mars 1892 inleddes trafik med en järnvägsfärja över sundet. DSB (Danske Statsbaner) och Statens Järnvägar skötte trafiken med hjälp av hjulångaren Kronprinsessan Louise.

### Helsingborg - Helsingör
Efter andra världskriget ökade trafiken snabbt i takt med ökningen av biltrafiken och att passtvånget mellan Danmark och Sverige avskaffades. DSB satte in färjorna Kronborg, Svea, Dan, Kärnan, Helsingborg, Helsingör medan konkurrenten AB Linjebuss International (LB) hade färjorna Betula, Primula, Carola senare även den nya Betula, Regula och Ursula (som sattes in samtidigt som Primula togs ur trafik). Även DSB bytte ut två av sina "u-båtar", där cafeterian låg under bildäck. "Dan" och "Svea" ersattes med Holger Danske och Najaden. "Helsingborg" och "Helsingör" var dock fortfarande av "u-båtstyp". Till detta kom från 1958 Sundsbussarna, som med fem mindre passagerarbåtar avgick varje kvart. Även DSB körde varje kvart dygnet runt, varvid tåggods i huvudsak togs över nattetid. En fjärde aktör trafikerade linjen Helsingborg - Snekkersten en gång i timmen med det gamla fartyget Marina. DSB körde fyra gånger i timmen, LB tre gånger i timmen, Sundsbussarna fyra gånger i timmen och Marina en gång i timmen. Sammanlagt under denna "guldera"[när?] avgick sålunda en färja eller passagerarbåt i snitt var femte minut.[källa behövs] I samband med byggandet av resecentrumet Knutpunkten i Helsingborg (invigt 1991), slogs DSB och SFL (före detta LB) samman till Scandlines. Rederiet trafikerade HH-leden med fyra större färjor, varav två helt nybyggda Tycho Brahe samt Aurora.
För att motverka att Scandlines fått monopol på färjetrafiken lät Helsingör bygga ut sitt färjeläge och järnvägsstation. I Helsingborg uppfördes en ny terminal främst för bilar och lastbilar och HH-lines kunde starta konkurrensen med sina Superflex-färjor.
Initialt upplevde Helsingborg–Helsingörleden ingen trafikminskning efter Öresundsbrons färdigställande 2000.[källa behövs] Under de senaste åren[när?] har man dock tappat på både lastbils- och personbilssidan. Framtiden får utvisa hur många färjebolag som kommer att trafikera Öresunds smalaste del. Därtill kommer en eventuell järnvägstunnel att påverka sjötrafiken om den byggs.

### Landskrona - Tuborg/Köpenhamn
På linjen mellan Landskrona och Tuborg Havn norr om Köpenhamn gick under 1970-talet de största färjorna som trafikerat Öresund reguljärt: Svea Scarlett (i trafik 1971–1980) samt Stella Scarlett (i trafik 1974–1980). Andra båtar Skandinavisk Linjetrafik, SL-färjorna, tidigare använt på linjen var Hanne Scarlett, Linda Scarlett, Dana Scarlett samt Scania. Överfartstiden var 70 minuter och det gick gratisbussar till närmaste S-tågstation, Svanemøllen. Från Landskrona utgick också de så kallade Vikingbåtarna, vanligen mindre passagerarbåtar som när Bakkens nöjesfält höll öppet (mars-augusti) seglade till Klampenborg. Resten av året gick resorna till centrala Köpenhamn. Vikingbåtarna gick i trafik under drygt 15 år men tvingades lägga ner 1975. Hösten 1980 lades "de stora båtarna" ner i Malmö och Skandinavisk Linjetrafiks färjor skulle nu avgå från centrala Malmö med bilfärjor. Restiden ökade till 95 minuter, medan Limhamn-Dragör seglade varje timme med överfartstiden 50 minuter. Redan efter åtta månader stod det klart att SL gjort ett misstag och trafiken lades ned.[källa behövs]
Från Landskrona gick sommartrafik till Havnegade i centrala Köpenhamn med mindre båtar till våren 1991. Åren 1985–1990 drevs färjetrafik till Tuborg Havn med en av de gamla mindre SL-färjorna, Dana Scarlett. Våren 1991 omstrukturerades Scarlett Line, nya ägare och två så kallade Superflex-färjor tillkom det omstrukturerade rederiet. Trafiken gick med en avgång per timme fram till hösten 1993 när färjetrafiken Landskrona - Tuborg Havn avvecklades för andra gången. I stället kom flygbåtar vilka körde några turer om dagen. Man försökte fortsätta även efter att Öresundsförbindelsen invigts (2000), men efter sommaren 2001 har hamnen i Landskrona endast haft den lilla färjan till Ven i reguljär persontrafik.

### Malmö - Köpenhamn
Färjetrafik har åtminstone sedan medeltiden bedrivits mellan Malmö och Köpenhamn i olika former. Troligen hade ärkebiskopen i Lund rätt att kräva förbindelse över sundet, via Malmö, i någon form av "båtlag" dvs roddare med båtar lämpliga för överfarten. Olika former av denna färjetrafik har sedan dess bedrivits med roddbåtar, segelfartyg till större hjulångare, propellerångare och motorfartyg i reguljär trafik. Tågfärjetrafiken Malmö - Köpenhamn pågick mellan 1895 och 1986.
Flygbåtstrafiken, med bärplansbåtar, inledde en epok i slutet av trafiken, parallellt med de ovan nämnda motorfartygen "De Stora båtarna". Bärplansbåtarna efterträddes sedan av katamaraner. Denna sista epok av båtförbindelser upphörde först i slutet av 1900-talet, i samband med att broförbindelsen öppnade. Att räkna upp alla rederier, båtlag och fartyg som under århundraden trafikerat denna linje torde vara i det närmaste omöjligt. Från Malmö hamn avgick även SAS-svävaren till Kastrup, vilken var dyr att resa med för den som inte skulle resa vidare från Kastrups flygplats med flygbolaget Scandinavian Airlines.[källa behövs] Svävaren från Malmö körde upp och parkerade på land. Passagerarna fördes därefter vidare till flygterminalen med buss. Detta var helt och hållet en linje för flygpassagerare som skulle vidare. Efter broinvigningen har nya försök gjorts med passagerartrafik Malmö–Köpenhamn med fartyget M/S Turasund i sommartrafik, men resultatet har inte blivit tillräckligt bra för en fortsättning.[källa behövs]

### Limhamn - Dragör
Till 1999 fanns en färjelinje mellan Limhamn i södra Malmö och Dragör på Amager söder om Kastrups flygplats, dvs över ungefär samma del av Öresund som dagens fasta Öresundsförbindelse. Färjorna hette bland annat "Hamlet", "Ofelia" och "Scania". Färjelinjen avvecklades i september 1999 vilket medförde att mellan oktober 1999 och juni 2000 då Öresundsbron öppnade för trafik så var den enda öppna leden för personbilstrafik HH-leden (Helsingborg-Helsingör).